# 亨德里克斯鎮區 (印地安納州謝爾比縣)
亨德里克斯鎮區（英語：Hendricks Township）是位於美國印地安納州謝爾比縣的一個行政鎮區。

## 地方資料
根據2010年美國人口普查的數據，亨德里克斯鎮區的面積為94.70平方千米，當中陸地面積為94.20平方千米，而水域面積為0.50平方千米。當地共有人口1286人，而人口密度為每平方千米13.58人。